# Can Carreras (Sant Julià de Ramis)
Can Carreras és una masia del municipi de Sant Julià de Ramis (Gironès) protegida com a bé cultural d'interès local.

## Descripció
És una masia de planta rectangular a dos nivells. El cos a nord és d'una planta amb entrada secundària, a l'oest, de llinda plana i terrassa cantonera del segle xix. L'altre cos és de planta baixa i un pis i la part central de la façana a oest té una mena de torre de teulat a una vessant i unes petites obertures. L'entrada és a l'oest i a la llinda de la porta hi ha la data de 1779. sembla una modificació d'una porta anterior. Damunt la porta hi ha dos finestres de llinda plana i més amunt el cos-torre. La façana a solana és la més destacable. Presenta, al primer pis, quatre finestres de llinda plana, una amb la data de 1615 inscrita. A la planta baixa hi ha quatre obertures de ventilació de les quadres. La part dreta d'aquesta façana és afegida.
A la llinda ha ha la següent inscripció: "Can Falgueras - 1779" i "1615".